# سوني سكينر
سوني سكينر (بالإنجليزية: Sonny Skinner)‏ هو لاعب غولف أمريكي، ولد في 18 أغسطس 1960 في بورتسموث في الولايات المتحدة.

## وصلات خارجية
- سوني سكينر على موقع رابطة لاعبي الغولف المحترفين (الإنجليزية)